# Leiotulus secacul
Leiotulus secacul är en flockblommig växtart som först beskrevs av Philip Miller, och fick sitt nu gällande namn av Pimenov och T.A.Ostroumova. Leiotulus secacul ingår i släktet Leiotulus och familjen flockblommiga växter. Utöver nominatformen finns också underarten L. s. aucheri.